# Гоентвільська фортеця
Гоентвільська фортеця — руїни замку та фортеці на вершині гори Гоентвіль у Гегау, на північ від Боденського озера. Біля підніжжя розташоване місто Зінген. Займаючи площу понад 9 га, Гоентвіль є найбільшою руїною фортеці в Німеччині.
За свою історію Гоентвіль був і ранньосередньовічною герцогською резиденцією, і звичайним замком епохи високого середньовіччя, і чи не найнеприступнішою фортецею часів Тридцятирічної війни, і державною в'язницею, аж до руйнування під час Війни другої коаліції.

## Географічне розташування
Фортеця Гоентвіль побудована на згаслому однойменному вулкані на висоті 686 м над рівнем моря, і забезпечує чудовий огляд на значну відстань навколо.

## Назва
Гоентвіль вперше згадано в монастирській хроніці абатства Санкт-Галлен Еккегарта IV (бл. 980—1060) як castellum tuiel, обложений 915 року.
Донедавна була поширеною думка, що слово «Гоентвіль» — кельтського походження; сучасні філологічні дослідження проте вказують на його алеманське коріння. У другому випадку «Гоентвіль» перегукується з індогерманськимо *tu, чи tuo у значенні «перешкода»; втім, і ця теорія не має достатньо аргументів.
У латинізованій формі «Гоентвіль» зустрічається в документах як Duellium, або Duellum. У період пізнього середньовіччя поряд з Tuiel і Twiel все уживанішою стає форма Hohentwiel, вперше зафіксована 1521 року.

## Історія

### Герцогська резиденція
На відміну від інших гір у Гегау, на Гоентвілі не знайдено слідів кельтського укріпленого поселення, що змушує шукати початки фортеці в ранньому середньовіччі у зв'язку з заснуванням 911 року Швабського герцогства.
Документально підтверджено, що під час свого повстання проти короля Конрада I 914 року швабський герцог Бурхард II збудував на горі укріплення, яке вже через рік безуспішно обложив король. Таким чином, спочатку узурпувавши титул герцога, Бурхард зміг відстояти свої позиції в південній Німеччині, і 920 року — за наступника Конрада, Генріха I — йому офіційно надано герцогський титул. У середині X століття, за Бурхарда III Гоентвіль став герцогською резиденцією.

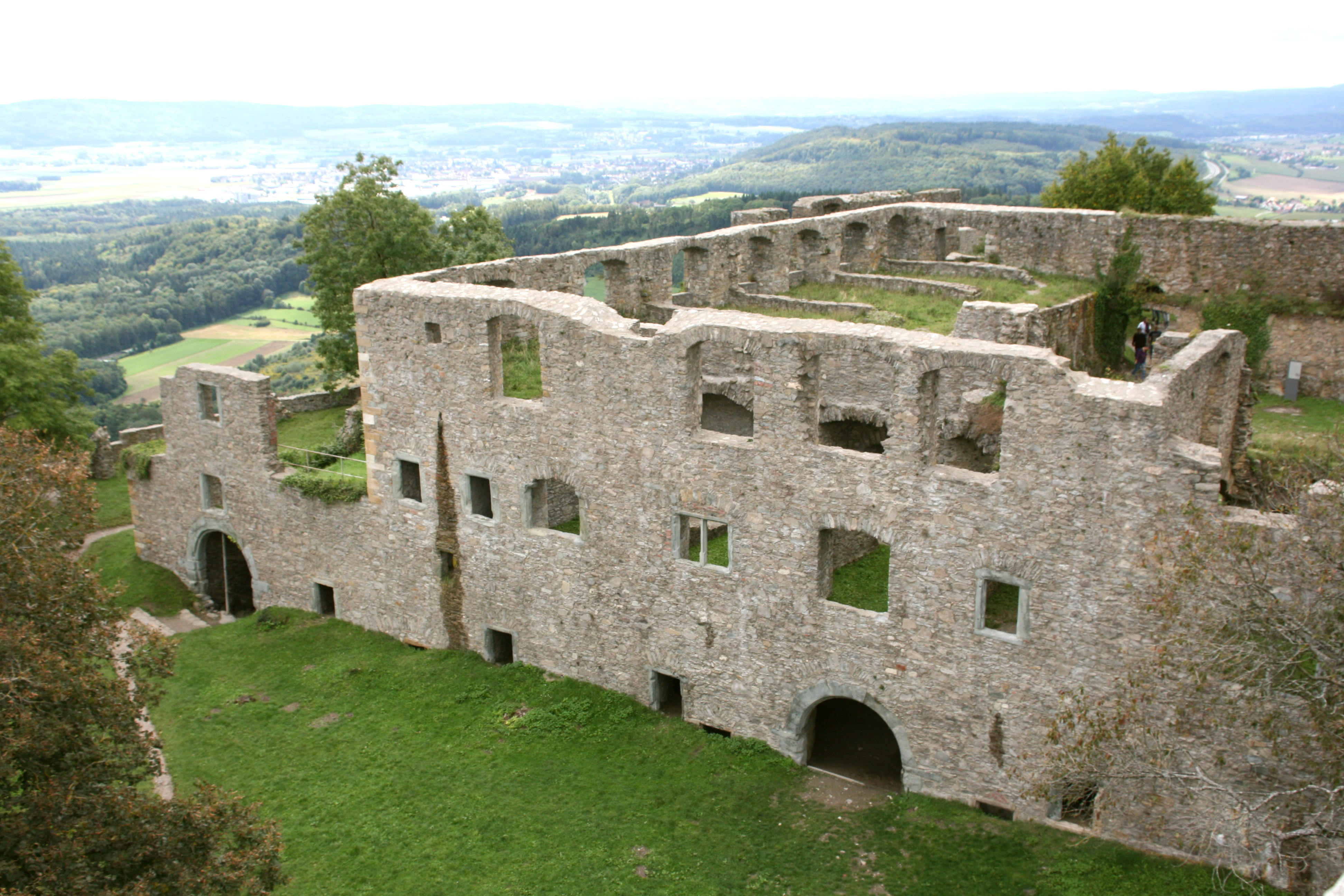
Руїни так званого Княжого дому (Герцогського замку), насправді будівлі XV ст.

970 року на Гоентвілі засновано монастир Св. Георгія з підлеглою йому школою. Зі смертю Бурхарда III 973 року керувати (Гоен)твілем продовжила його вдова Гедвіга, названа в декількох королівських документах dux, тобто «герцог»; дивовижний факт, враховуючи, що в цей же час (до смерті Гедвіги 994 року) в Швабії змінилося два легітимних герцоги. 973 року, на запрошення Гедвіги, в герцогській резиденції деякий час провів санкт-галленський чернець і поет Еккегард II, який за її протекцією потрапив потім до двору Оттона I.
Після смерті Гедвіги, в Гоентвілі для врегулювання питань швабської герцогської спадщини двічі зупинявся імператор Оттон III, що опосередковано свідчить не лише про інтерес Оттона до Гоентвіля та швабських володінь, але також і про рівень комфорту в резиденції.
Близько 1005 року монастир перенесено до найближчого Штайн-ам-Райна (див. Монастир Святого Георгія), внаслідок чого Твіль утратив своє значення регіонального культурного центру.

### Дворянське гніздо
У другій половині ХІ століття Гоентвіль, вірогідно, належав роду Церінгенів, оскільки 1079 року там померла Адельгейда, дружина німецького антикороля Рудольфа і теща Бертольда II.
Від 1086 року Гоентвіль перейшов у володіння Ульриха фон Еппенштайна, абата монастиря Санкт-Галлен та патріарха Аквілеї. Після його смерті 1121 року (але не раніше ніж від 1122, і не пізніше ніж від 1132) замком керував рід фон Зінген, який відтоді називав себе фон Твіль. Відомі два його представники: Гібізо де Твіль (1214) і Генріх фон Твіль (1230), причому останній був також останнім зі свого роду. Чи перебував Гоентвіль у цей час все ще в королівському, чи герцогському володінні, чи йдеться про ленні відносини, достеменно невідомо.
З припиненням роду Церингенів 1218 року Гоентвіль потрапив до центру інтересів сім'ї фон Клінген, доти, поки 1300 року Ульріх фон Клінген не продав замок Альбрехту фон Клінгенбергу за 940 марок сріблом. Протягом наступних семи поколінь Гоентвіль залишався родовим замком Клінгенбергів, які 1414 року отримали права володіння на Гоенклінген і 1433 року — управління монастирем Св. Георгія у Штайн-ам-Райні.
Територіальна політика Клінгенбергів призвела 1464 року до конфлікту з Верденбергами, внаслідок якого 11 жовтня 1464 року Гоентвіль обложили загони Йоганна фон Верденберга (якого підтримували графи Вюртембергу) і лицарі Товариства Щита. Після смерті 11 листопада в одній із сутичок Ганса фон Рехберга, одного з найактивніших прихильників Клінгенбергів, Ебергард фон Клінгенберг був змушений просити про посередництво ерцгерцога Австрійського Сигізмунда. 28 січня 1465 року в Бібераху нарешті укладено перемир'я. Клінгенбергам це, проте, вартувало незалежності: Ебергард фон Клінгенберг став бенефіціаром (васалом) Сигізмунда, одержуючи натомість 200 гульденів.
Наступного десятиліття улагоджено внутрішньосімейну суперечку про спадщину, зі спеціальною забороною на продаж Гоентвілю. Фінансові проблеми, однак, спонукали Альбрехта фон Клінгенберга, а також Каспара фон Клінгенберга-старшого 1483 року на шість років стати бенефіціарами Ебергарда фон Вюртемберга, який тим самим отримував право на 2 частини володіння Клінгенбергів на Гоентвілі. 1486 року аналогічний договір уклав Бернхард фон Клінгенберг. Мабуть, не бажаючи надмірного посилення позицій вюртемберзьких графів у родових володіннях, Каспар-старший 1485 року приєднався до австрійського ерцгерцога; його приклад 1489 року наслідував Альбрехт Клінгенберг.
У Швабській війні 1499 року, попри активні бойові дії в Гегау, Гоентвілю жодного разу не атаковано.

### Вюртемберзька фортеця

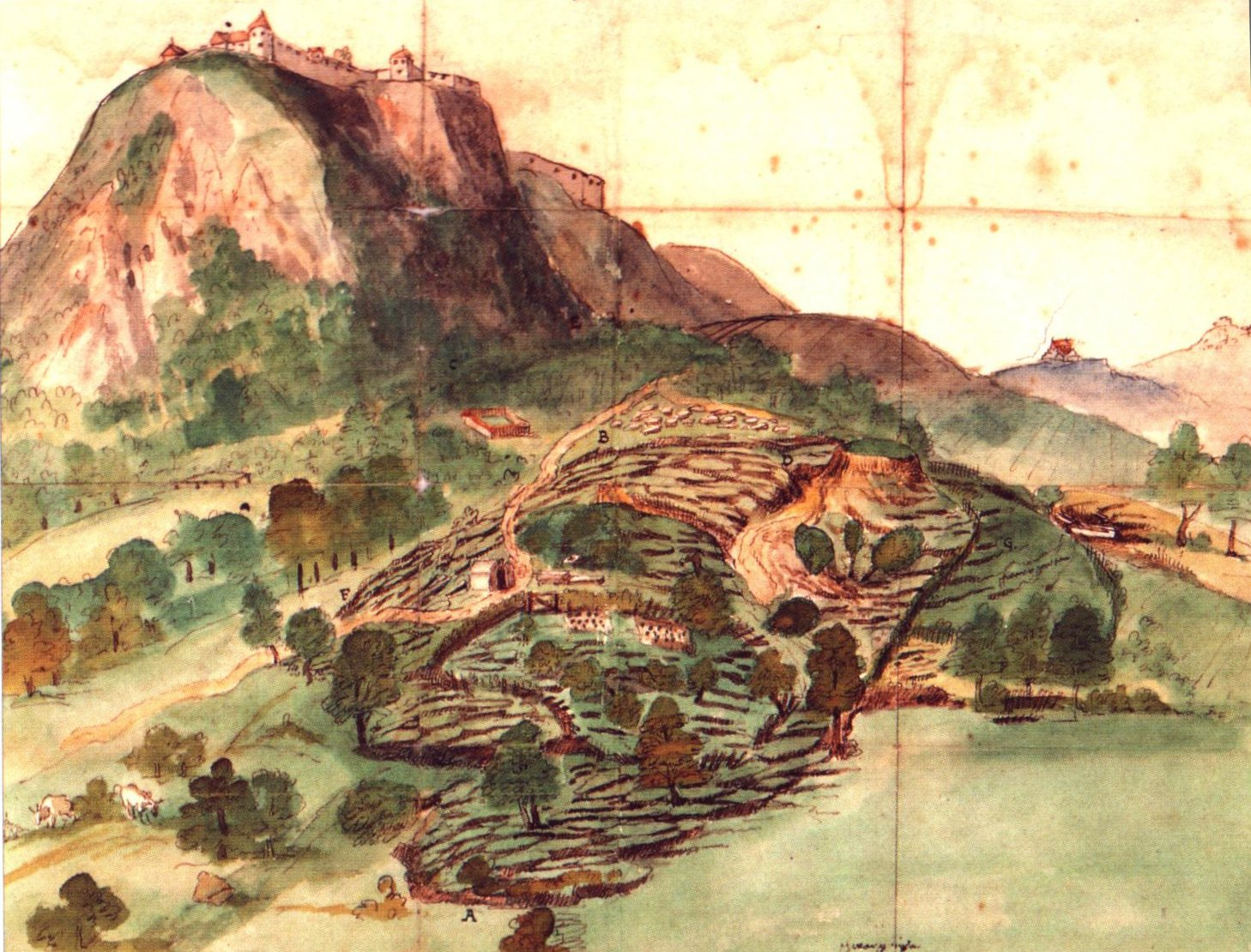
Перше реалістичне зображення фортеці. 1588

1511 року Ульріх фон Вюртемберг оголосив по своє право безоплатного використання Твілю, точніше, частини, що належить Гансу Генріху фон Клінгенбергу. Наслідком стали сімейні чвари, у ході яких Гансу Генріху вдалося майже повністю сконцентрувати в руках управління замком. Право використання Гоентвілю стало в нагоді герцогу Вюртемберзькому 1519 року, коли, вигнаний після поразки в конфлікті зі Швабським союзом, він був змушений шукати собі притулок. 1521 року Ульріх фон Вюртемберг набув права використовувати Гоентвіль як опорний пункт у відвоюванні Вюртембергу. Угода передбачала, що протягом двох років після успішного повернення Ульріха на вюртемберзький трон Твіль знову має стати повноцінним володінням Ганса Ульріха фон Клінгенберга; крім того Клінгенбергам обіцяно фінансову винагороду. 1525 року для цього на Гоентвілі було сконцентровано близько 500 швейцарських найманців; у найближчій окрузі Ульріха були готові підтримати загони загальною чисельністю 6-8 тис. осіб. Під Штутгартом похід, однак, перервано після звістки про полон під Павією французького короля Франциска I, який підтримував Ульріха, і відходу швейцарських найманців.
Через 9 років Ульріху фон Вюртембергу все ж удалося повернути свій титул і володіння, але Твіль не було повернуто Клінгенбергам; 24 травня 1538 року за 12 000 гульденів герцог Ульріх придбав усі права на замок, який — перебудований — мав стати однією зі семи фортець, що підтримували владу та порядок у країні. Значну фінансову допомогу в цій справі знову надав Франциск I. 1550 року, за Ульріхового спадкоємця герцога Крістофа, Гоентвіль зміцнено та розширено.

### Гоентвіль у Тридцятилітній війні
Старе суперництво між тепер протестантським Вюртембергом і Габсбургами з новою силою виявилося під час Тридцятилітньої війни. Передбачаючи швидкі активні воєнні дії, фортецю додатково посилено в період між 1627 та 1634 роками.

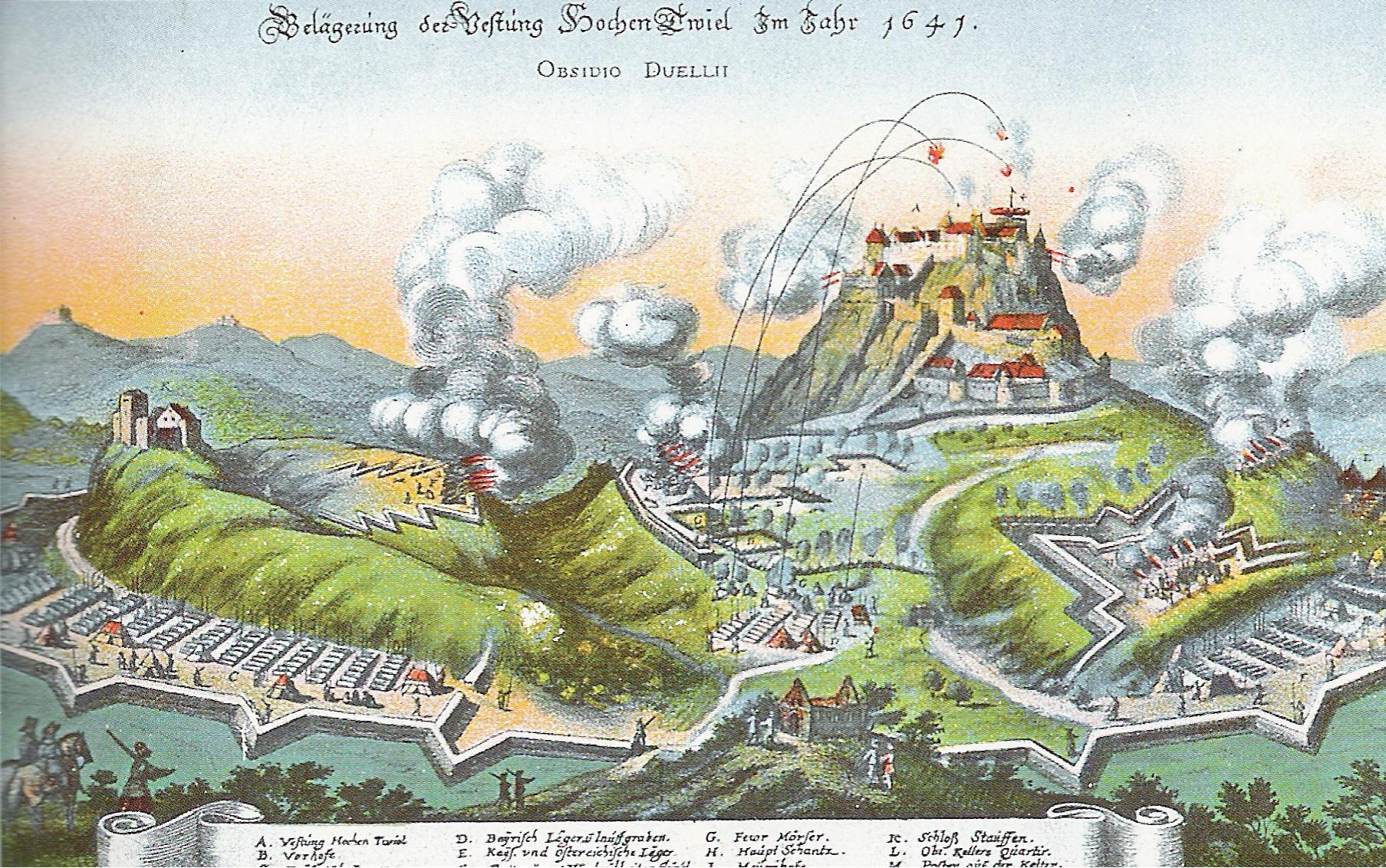
Зображення облоги Гоентвілю 1641 року. Маттеус Меріан

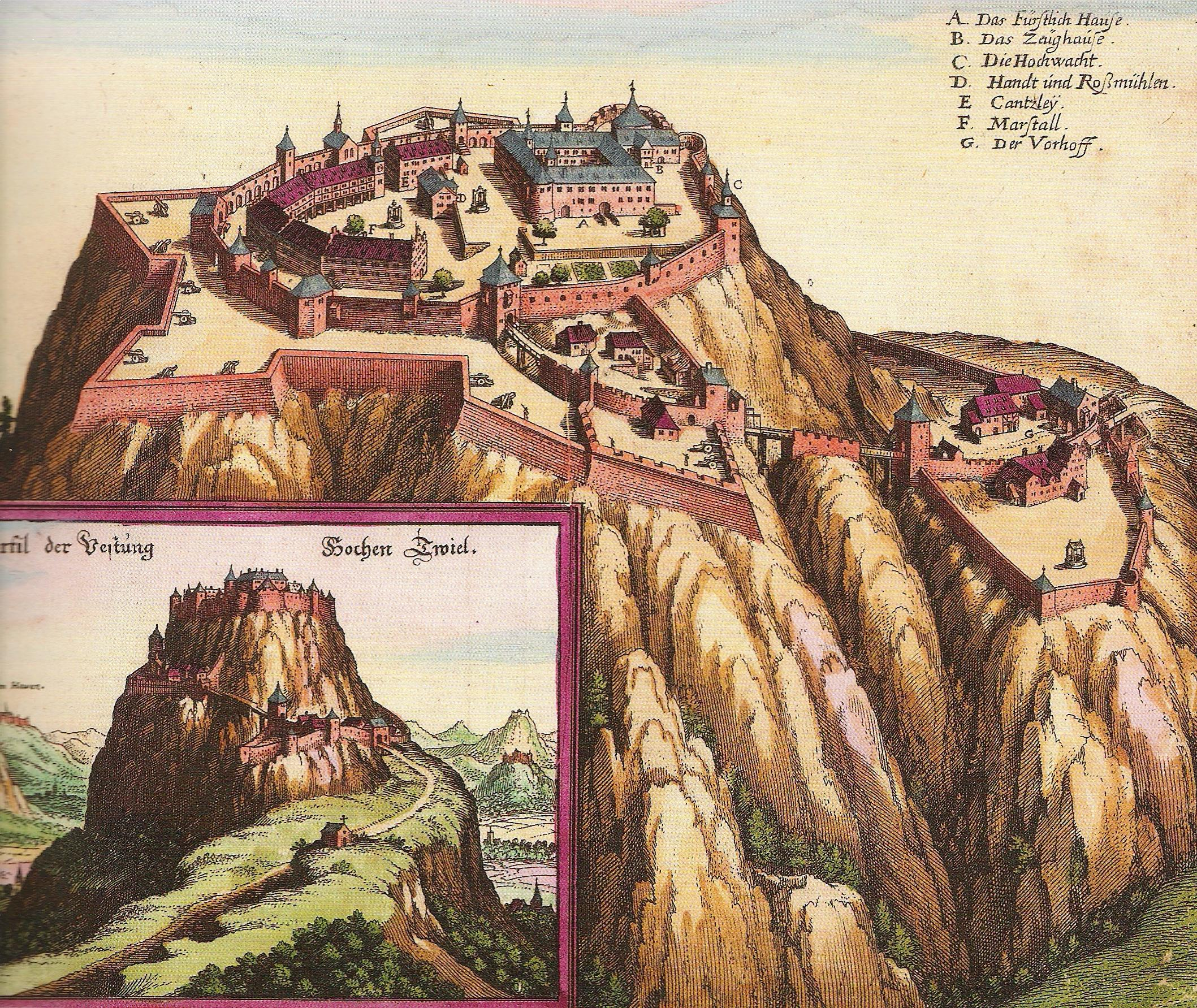
Гоентвіль 1643 року. Маттеус Меріан

Після поразки у битві при Вімпфені 1622 року Вюртемберг намагався дотримуватися політики нейтралітету. Проте, виданий Фердинандом II 1629 року едикт про реституцію секуляризованого церковного майна сприяв новому згуртуванню протестантських кіл та станів у Гайльброннському союзі (1633) разом зі шведським королем Густавом II Адольфом. Новий союзник, утім, не зміг урятувати Вюртемберг від нищівної поразки в битві при Нердлінгені 1634 року, і герцог Ебергард III, який правив тоді, був змушений утекти з усім своїм двором до Страсбурга. Новий імператор Фердинанд III розглядав Вюртемберг як військовий трофей Габсбургів, і відповідно з ним обійшовся: країну розорено та розграбовано, а всі вюртемберзькі фортеці, за винятком Гоентвілю, завоювали імперські війська.
Побоюючись надмірного посилення Габсбургів, підтримку протестантським станам надала Франція, яка тепер відкрито вступила у війну. Гоентвіль і в цьому конфлікті продовжував відігравати важливу роль опорного пункту об'єднаних протестантських та французьких сил на півдні Німеччини. Причому визначальною була, очевидно, особиста рішучість коменданта фортеці Конрада Відергольта (нім. Konrad Wi(e)derholt, 1598—1667), який усіма силами протистояв спробам завоювання Гоентвілю.
Перша облога фортеці в цій війні тривала від серпня 1635 до лютого 1636 року, і запам'яталася, швидше, епідемією чуми, яка вибухнула в той самий час, і забрала 150 життів.
1637 року за планом герцога Ебергарда, котрий проводив тоді переговори з імператором про своє повернення у Вюртемберг, заплановано передачу Гоентвілю імператорським військам. План зірвався лише через неготовність Конрада Відергольта дотримуватися цієї вказівки. Всупереч бажанню герцога, Відергольт надав фортецю Бернгарду Саксен-Веймарському, створивши таким чином надійну базу для дій французьких і протестантських сил.
Між липнем та жовтнем 1639 року Гоентвіль обложено вдруге, так само безуспішно, як і трьома роками раніше. Знову відхилено й повторну вимогу герцога здати фортецю.
У вересні 1640 року та взимку 1641—1642 років фортецю обложено втретє і в четверте, тепер іспанськими військами, які змогли настільки близько підійти до Гоентвілю, що вперше став можливим і артилерійський обстріл. Зазнавши серйозних втрат внаслідок важкої зими і дізнавшись про наближення підкріплення для гарнізону, іспанці були змушені зняти облогу та відступити.
1644 року генерал фон Мерсі вчергове і востаннє спробував узяти фортецю, хоча йшлося швидше про блокування далеких підступів і про обмеження можливих дій обложених у відповідь.
З укладенням Вестфальського миру Конрад Відергольт, нарешті, в листопаді 1648 року висловив готовність передати фортецю герцогу. Саме передання відбулося, щоправда, лише 10 серпня 1650 року. За два дні, 12 серпня, Відергольт подав у відставку, і 17 серпня Гоентвіль із візитом відвідав герцог Ебергард III.

### Друга половина XVII—XX століття
У 1653, 1700 та 1735 pоках ужито додаткових заходів щодо перетворення Гоентвілю на найбільшу і найнеприступнішу фортецю півдня Німеччини.
Від 1658 року Гоентвіль слугував державною в'язницею, залишаючись також герцогською резиденцією для неспокійних часів. Так, із початком Війни за іспанську спадщину 1701 року Гоентвіль вчергове приведено в стан підвищеної готовності (аж до 1714 року); до бойових дій, проте, не дійшло.
Під час Війни за австрійську спадщину восени 1741 року в Гоентвілі переховувалися члени керівного вюртемберзького роду: герцог Карл Ойген та його обидва брати Людвіг Ойген та Фрідріх Ойген.
Від 1759 до 1764 року у фортеці в ув'язненні перебував відомий правознавець Йоганн Якоб Мозер.
Від другої половини XVIII століття Гоентвіль поступово втрачав своє військове значення, що виявилося у знесенні низки будівель у нижній частині фортеці.

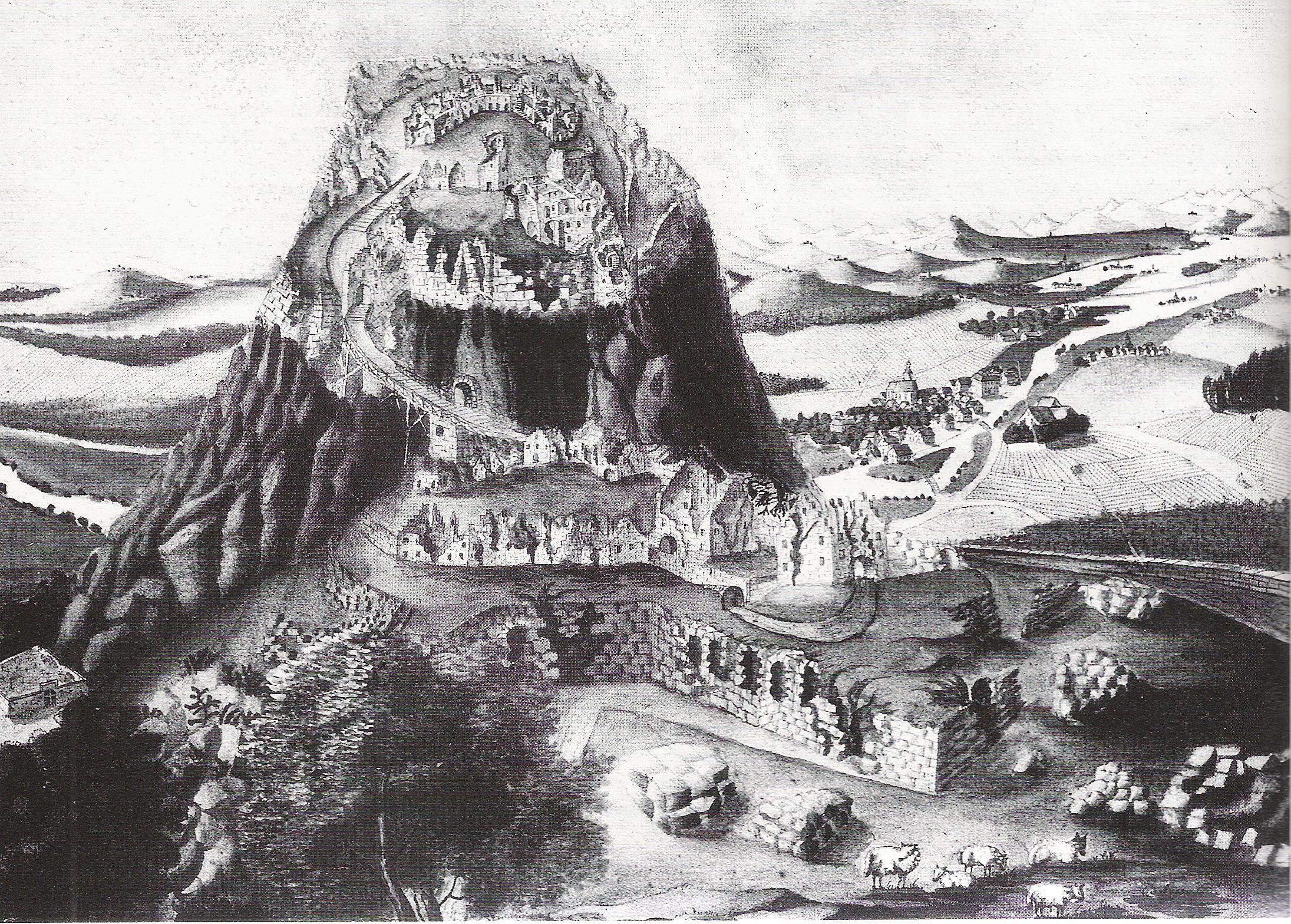
Загальний вигляд фортеці після руйнування 1801 року

У ході французьких революційних воєн, після звістки про перетин французькими військами Рейну, австрійські військові частини залишили 1 травня 1800 року місто Зінген, розташоване біля підніжжя Гоентвілю (від 1775 року було у складі Передньої Австрії), внаслідок чого фортецю оточив 16 дивізіон Вандама. Спочатку відхилену комендантом вимогу негайної здачі Гоентвілю все ж задовольнили 2 травня. Взимку 1800—1801 року за вказівкою французького уряду фортецю зруйновано.
1810 року за Паризьким договором Зінген приєднано до Великого герцогства Баденського, тоді як фортеця Гоентвіль — як коронне володіння і ексклав — залишилася частиною Вюртемберзького королівства. Розпочаті в наступні десятиліття переговори про вирішення проблеми екстериторіального статусу фортеці не мали успіху. На цьому тлі, починаючи від 1821 року, було кілька спроб відновити боєздатність гірського укріплення.
Від 1849 року Гоентвіль перебував у підпорядкуванні міста Тутлінген.
У Першій та Другій світовій війнах на Гоентвілі розташовувався наглядовий пункт протиповітряної оборони. Крім того, 1945 року під час авіанальотів у старих казематах облаштовано бомбосховища для мешканців прилеглих сіл. 27 квітня 1945 року Гоентвіль пережив останню облогу у своїй історії, обстріляний французькими танковими з'єднаннями, що підходили до Зінгена.
Від січня 1969 року Гоентвіль перебуває в адміністративному підпорядкуванні міста Зінген.

## Сучасне використання

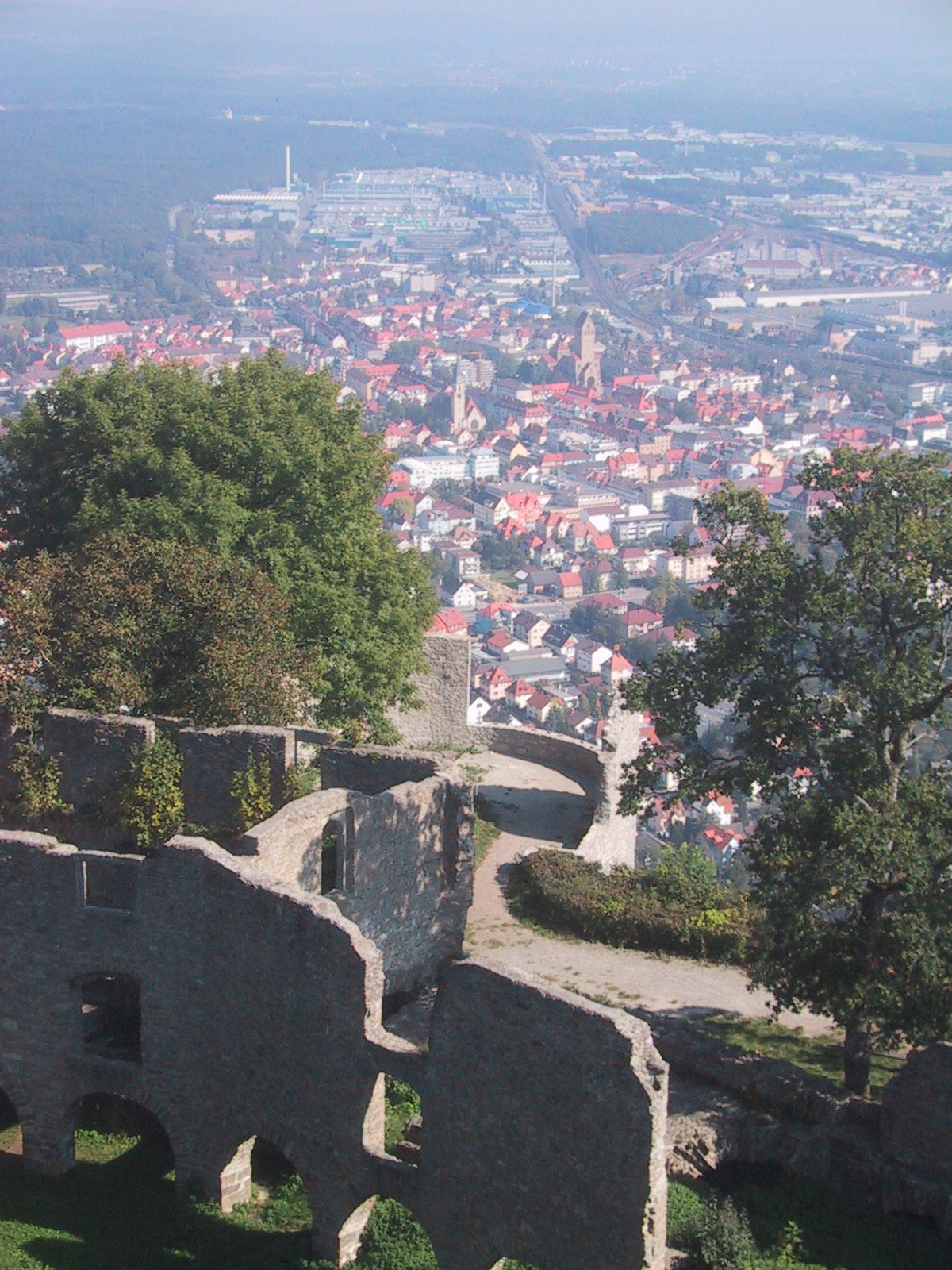
Краєвид із Гоентвілю на місто Зінген

Нині у фортеці, що перебуває під управлінням «Державних замків та парків Баден-Вюртембергу», облаштовано музей просто неба.
Крім того, у липні тут проходить відомий далеко за межами регіону опен-ейр-фестиваль, що триває цілий тиждень.
Завдяки чудовому краєвиду на Гегау та Боденське озеро, Гоентвіль є також улюбленим місцем піших сімейних прогулянок.

## Галерея

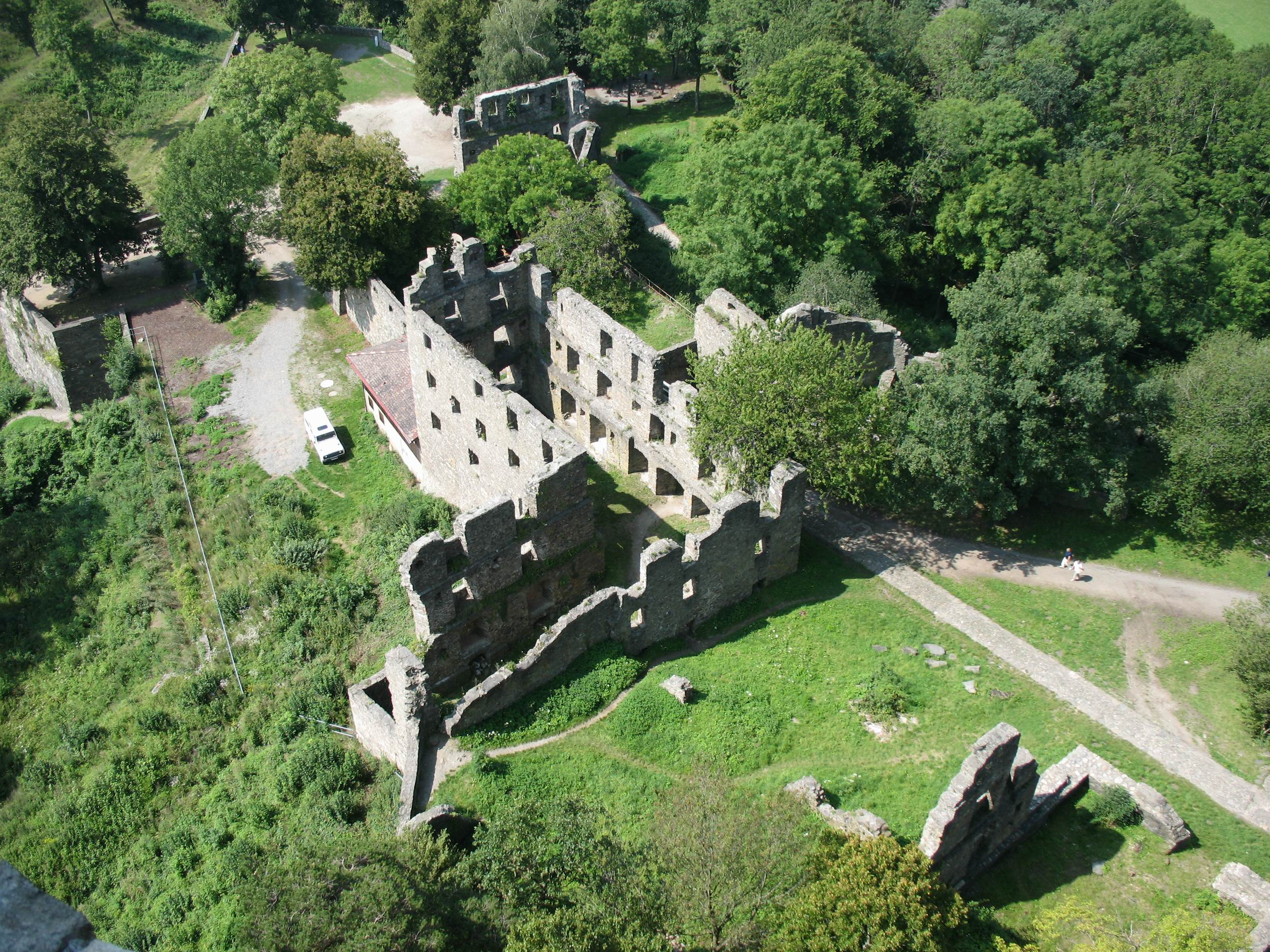
Руїни Карлового бастіону. Штаб-офіцерська казарма
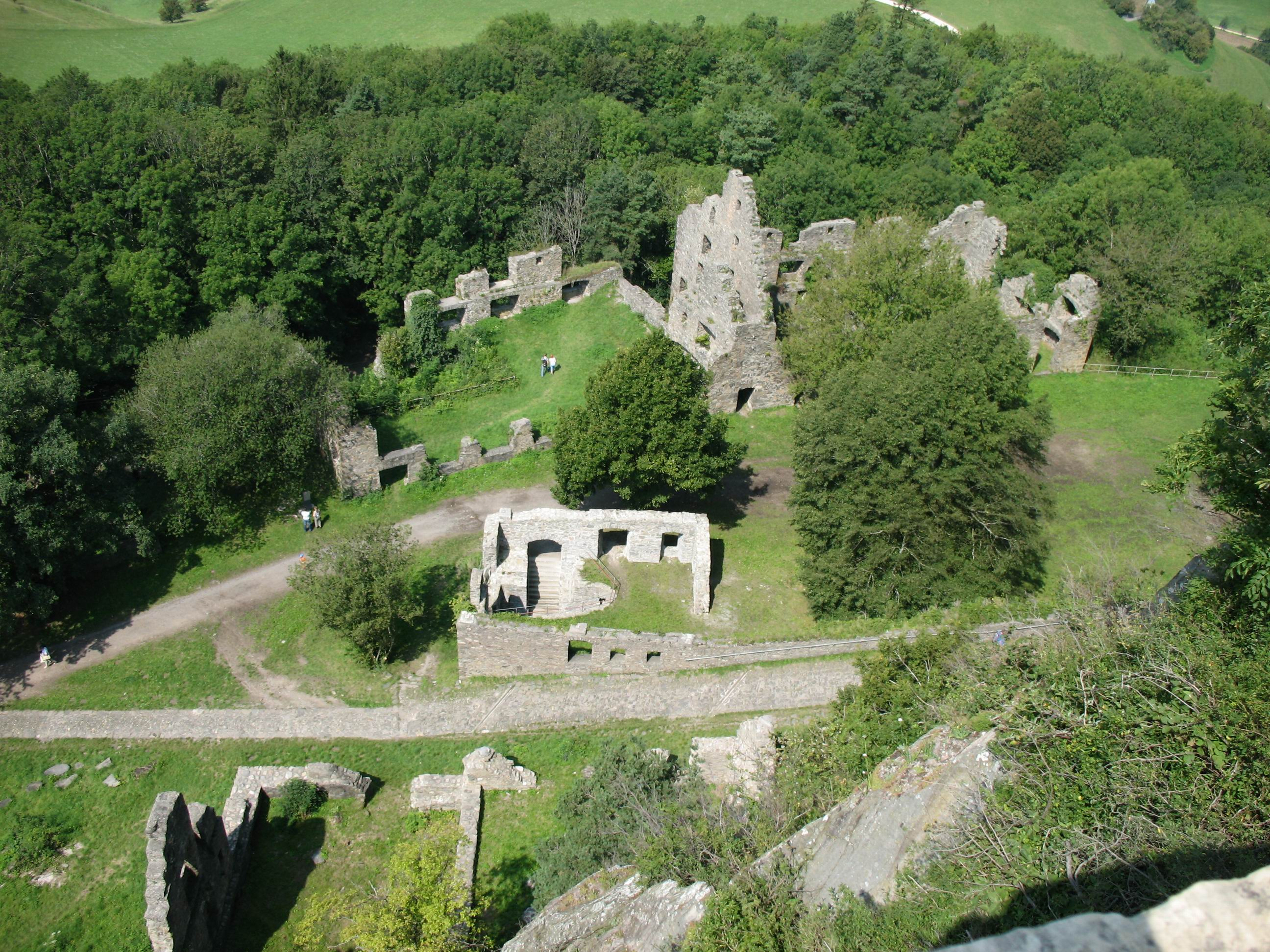
Нижня фортеця. Руїни казарми та маркітантський будинок
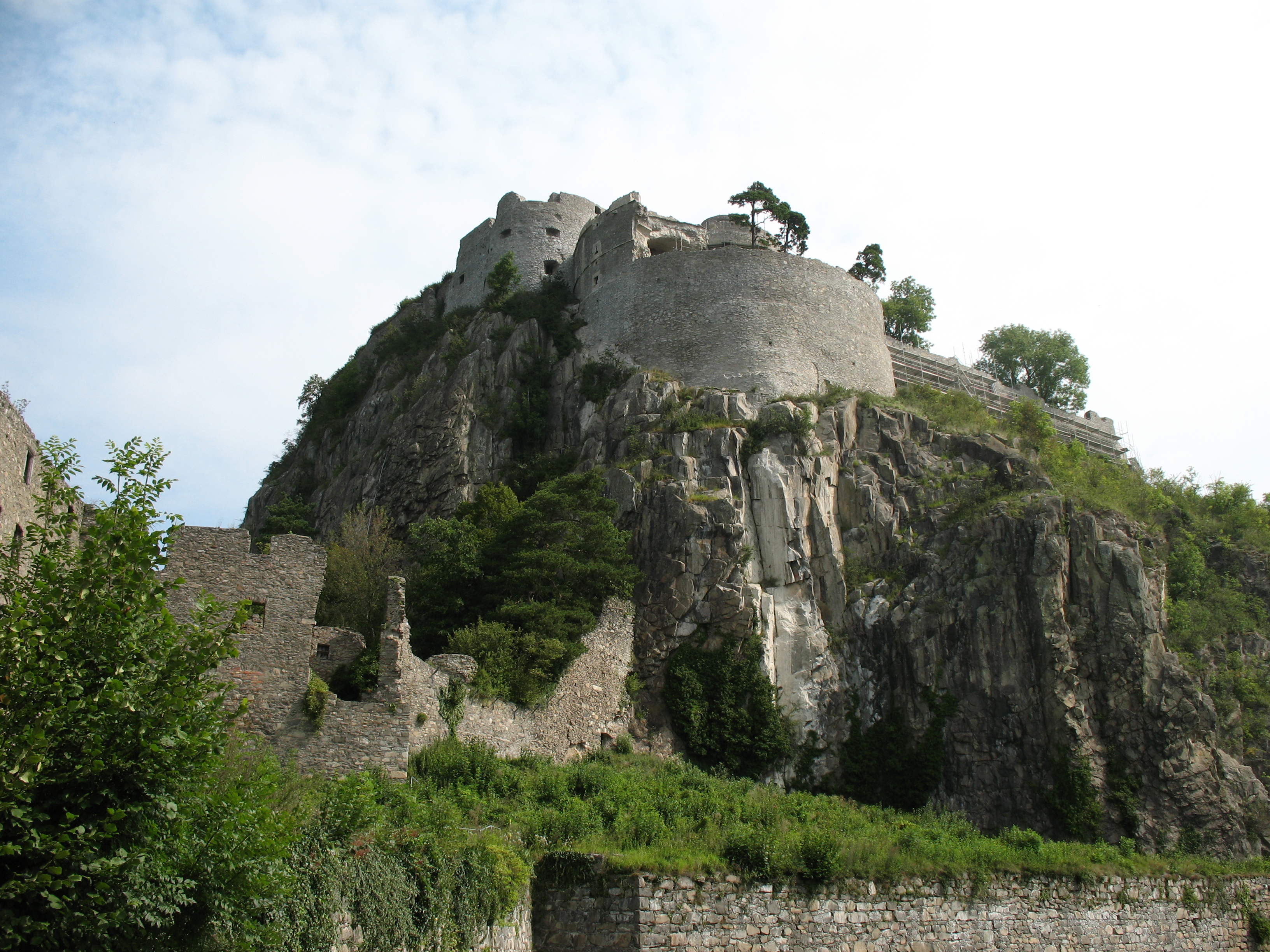
Рондель Августа